# 30 cm Nebelwerfer 42
Il 30 cm Nebelwerfer 42 o 30 cm NbW 42 era un lanciarazzi multiplo tedesco usato dalla Wehrmacht durante la seconda guerra mondiale. Era un lanciarazzi destinato all'uso di munizioni a caricamento chimico e fumogeni da parte delle Nebeltruppen, la specialità tedesca per la guerra chimica.

## Storia
Il sistema fu prodotto in 954 esemplari, che prestarono servizio dal 1943 al 1945 in tutti i teatri eccetto la Norvegia ed il Nordafrica. I pezzi erano organizzati in batterie di 6 lanciatori, con tre batterie per battaglione. Questi battaglioni erano concentrati in Werfer-Regiments e Werfer-Brigades indipendenti. Queste unità entrarono in azione sul fronte orientale, in Italia, in Francia e Germania nel 1942-1945.

## Tecnica
Il lanciatore del 30 cm RW 56 era un complesso di lancio multiplo a 6 canestri, disposti su due file da tre. Ogni razzo era inserito in un canestro ottagonale di guide metalliche. Il complesso di lancio era incavalcato sull'affusto trainato derivato da quello del lanciarazzi 28/32 cm Nebelwerfer 41. Il razzo ad alto esplosivo 30 cm Wurfkörper 42 Spreng, girostabilizzato ed attivato elettricamente, era lo stesso impiegato sul 30 cm Raketenwerfer 56. La voluminosa scia di scarico conteneva detriti e polvere, cosicché i serventi dovevano mettersi al riparo prima del lancio. Inoltre, per evitare il fuoco di controbatteria facilitato dalla stessa scia, i pezzi dovevano essere rapidamente spostati dopo il fuoco. I 6 razzi venivano lanciati uno alla volta a cadenza modulabile e non c'era la possibilità di tiro singolo.